# Jan-Paul Pouliquen
Pour les articles homonymes, voir Pouliquen.
Jan-Paul Pouliquen, né le 19 septembre 1954 à Bois-Colombes et mort le 28 avril 2023 à Trappes, est un militant français des droits LGBT.
Militant communiste, il se rallie ensuite au socialiste Jean-Pierre Chevènement. Il commence à militer pour la cause homosexuelle à la fin des années 1970 : en 1979, il est l'un des fondateurs du Comité d'urgence anti-répression homosexuelle (CUARH) puis participe à la création de l'association Homosexualités et socialisme en 1983, qu'il préside jusqu'en 1986.
De 1990 à 1999, il milite pour l'adoption du pacte civil de solidarité (Pacs). Ce qui est initialement un petit groupe de réflexion qu'il anime avec Gérard Bach-Ignasse gagne en notoriété et en soutien politique dans les années 1990 : Jan-Paul Pouliquen devient alors le porte-parole de ce mouvement. Le Pacs est finalement adopté en France en 1999 (en dépit d'une forte opposition).
Après l'adoption du Pacs, Jan-Paul Pouliquen se retire du collectif Pacs et caetera.

## Biographie

### Jeunesse et début du militantisme

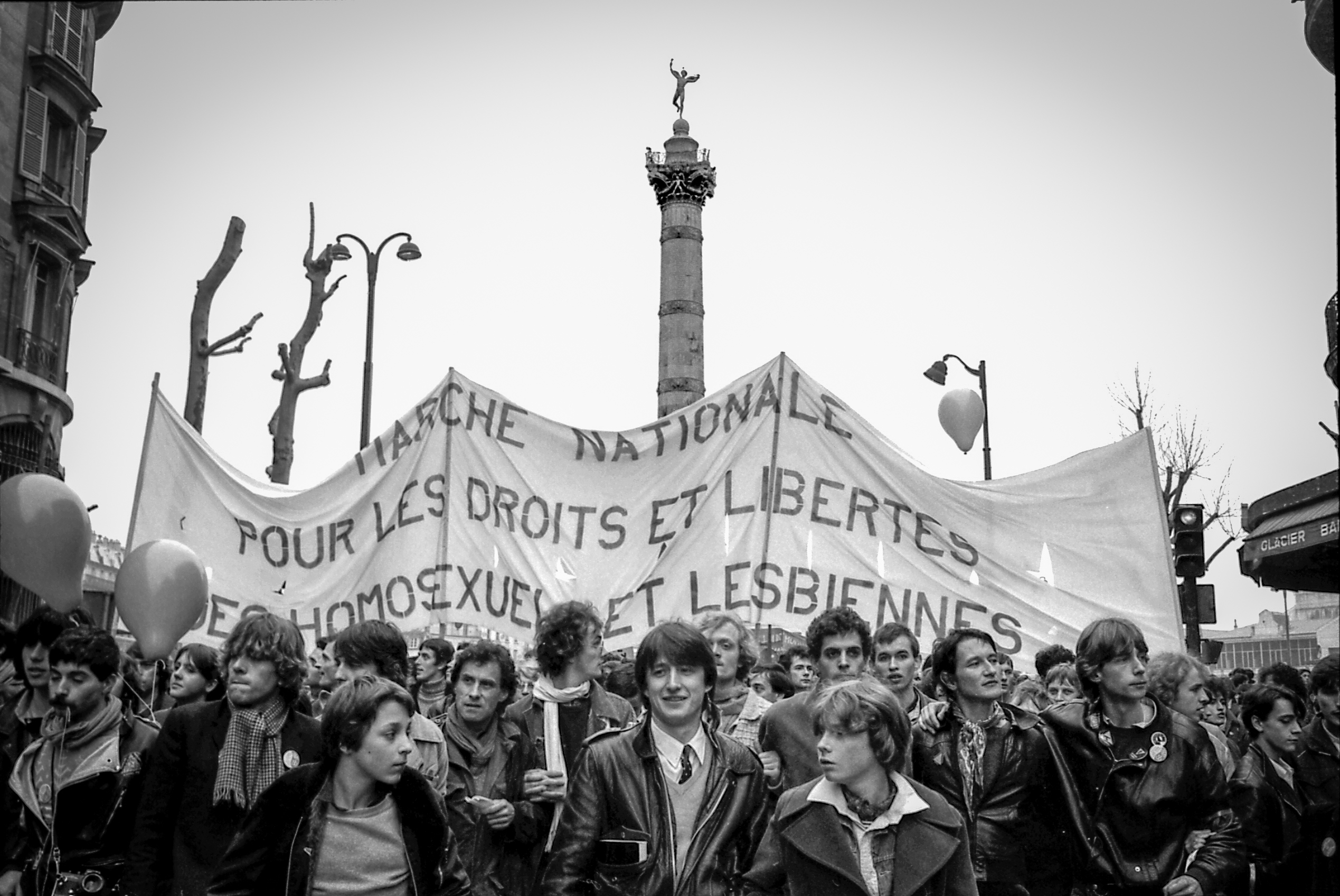
La première « Marche nationale pour les droits et les libertés des homosexuels et des lesbiennes » le 4 avril 1981 à Paris.

Né le 19 septembre 1954 à Bois-Colombes, Jan-Paul Pouliquen est le fils d'une secrétaire de la SNCF et d'un employé de la mairie de Paris. À vingt ans, il se marie avec une femme de dix ans son ainée. Il travaille au service parcs et jardins de la mairie de Paris. En janvier 1975, il est marqué par l'émission de télévision Les Dossiers de l'écran sur Antenne 2 qui aborde pour la première fois l'homosexualité.
En 1979, Jan-Paul Pouliquen participe à la création du CUARH (Comité d'urgence anti-répression homosexuelle).
Il adhère initialement aux idées communistes et est membre du PCF. En octobre 1980, à 26 ans, alors qu'il visite Leningrad, il manifeste avec une banderole protestant contre les homosexuels emprisonnés en URSS. Il est arrêté par la police avant d'être relâché quelques heures plus tard. Il rejoint ensuite le PS.  
Dans le cadre de la campagne pour l'élection présidentielle de François Mitterrand, il fait partie des organisateurs de la première marche nationale pour les droits et les libertés des homosexuels et des lesbiennes le 4 avril 1981 à Paris, « la plus grande manifestation homosexuelle jamais organisée en France ».
En 1983, il co-fonde avec d'autres militants socialistes parisiens l'association Homosexualités et socialisme, dont il est le président jusqu'en 1986. 
Jan-Paul Pouliquen milite ensuite au Mouvement des citoyens de Jean-Pierre Chevènement avec ses amis Jean-Yves Autexier et Jean-Pierre Michel.

### Militantisme pour le PACS
À la fin des années 1980, alors que l'épidémie de sida entraîne la mort de nombreux homosexuels, Pouliquen découvre dans l'hebdomadaire Le Gai Pied l'histoire d'un homme, dont le compagnon est mort du sida : la famille homophobe de ce dernier décide de l'expulser de leur appartement, l'empêche de récupérer ses affaires et lui interdit d'assister aux obsèques de celui avec qui il avait partagé sa vie. Ce témoignage révolte Jan-Paul Pouliquen, qui décide de s'engager « pour qu'un acte d'un tel cynisme ne puisse plus jamais se reproduire », selon ses propres dires. À l'époque, le mariage est réservé aux couples hétérosexuels.
Quelques semaines plus tard, Pouliquen lance un groupe de réflexion, soutenu par le député socialiste Jean-Yves Autexier, et composé de personnes gays et lesbiennes. Il travaille pour l'instauration d'un contrat d'union civile ouvert à toutes les personnes, en particulier les homosexuels. En 1990, une première proposition de loi est déposée au Sénat par Jean-Luc Mélenchon. Le 16 octobre 1991, Pouliquen co-anime avec Gérard Bach-Ignasse une réunion inter-associative avec plusieurs organisations gaies et lesbiennes. Le groupe milite pour un « contrat d'union civile » qui offrirait un statut universel pour tous les couples, « simple à conclure, simple à rompre et qui permet d'organiser dans la justice la solidarité du couple ».
Le groupe de réflexion rédige un projet de contrat d'union civile et le présente à Jean-Yves Autexier. En 1992, Jan-Paul Pouliquen crée le Collectif pour le contrat d’union civile et sociale. En novembre 1992, huit députés socialistes signent une proposition de loi sur l'union civile. L'association n'ayant pas les moyens de louer des locaux, Pouliquen héberge les réunions, reçoit les courriers et les journalistes à son domicile dans le 19e arrondissement de Paris. Pouliquen est en lien avec plusieurs députés socialistes, dont beaucoup ne veulent pas que leur soutien soit rendu public. Peu à peu, le sujet s'incruste dans le débat public et gagne en visibilité médiatique.
En 1997, Jean-Pierre Michel et Patrick Bloche reprennent le projet de loi d'union civile. Jan-Paul Pouliquen gagne alors en notoriété et devient l'interlocuteur principal des médias. Cela provoque la colère de plusieurs associations homosexuelles, qui lui reprochent son manque de représentativité. Pour Caroline Fourest, il « étouff[e] la parole associative ».
Pouliquen insiste sur l'universalité de la mesure, qui permettrait non seulement aux homosexuels de faire reconnaître leur couple, mais pourrait également s'appliquer à des fratries ou même un curé et son employée de maison. Pour la journaliste Blandine Grosjean, il fait preuve de sens politique en ne demandant pas l'égalité complète des droits tout de suite (mariage et adoption), ce qui rend son discours davantage audible auprès des responsables politiques socialistes. La position de Pouliquen s'inscrit dans « la tradition laïque et républicaine » et vise à rendre la proposition de contrat d'union civile (CUC) acceptable pour la classe politique. Cela tranche avec la position d'autres organisations comme AIDES, dont le projet de contrat d'union sociale (CUS) défend explicitement les couples homosexuels.
En 1998, le texte législatif instaurant le PACS est déposé à l'Assemblée nationale. Débattu pendant plusieurs mois, il soulève une forte opposition, notamment de la droite et de l’Église catholique. En 1999, la loi est votée, permettant aux couples homosexuels de faire reconnaître leur existence et bénéficier d'une protection légale.

### Après le PACS
Un an après l'adoption du PACS, Pouliquen démissionne du collectif Pacs et cætera dont il était le président, après avoir passé neuf ans à militer pour l'adoption de l'union civile pour tous les couples. En 2000, à 46 ans, il est employé sans grade à la ville de Paris et « a conclu un pacte de solidarité avec un jeune homme qui n'est pas son amant ». Il poursuit par ailleurs sa carrière à la mairie de Paris, allant jusqu'au service de la Médiation, et prenant sa retraite le 1er juillet 2021.
En 2018, la maison qu'il occupe avec son mari est détruite par un incendie, entraînant la disparition d'une partie de ses archives, celles du « Collectif Pacs etc » avaient déjà été transmises pour être sauvegardées.  

### Mort
En 2021, son état de santé se dégrade. Jan-Paul Pouliquen meurt à Trappes le 28 avril 2023, à l'âge de 68 ans. Il est incinéré au crématorium des Mureaux.

## Personnalité
Jan-Paul Pouliquen est décrit comme un militant « travailleur, précis et opiniâtre ». Motivé initialement par un sentiment de révolte, il est décrit comme ayant un tempérament provocateur, combatif et subversif.